# Дубровка (Сарапул)
Дубро́вка (рос. Дубровка) — мікрорайон міста Сарапул в Удмуртії, Росія.
Мікрорайон розташований на крайньому заході міста, на правому березі річки Велика Сарапулка. Являє собою колишнє село, яке підпорядковувалось Сєверній сільраді Сарапульського району. З розширенням Сарапула на захід, увійшло до його складу. Є сусіднім з мікрорайоном Південним.
Через Дубровку проходить автомобільна дорога на село Шевирялово та залізниця на Агриз.